# Цар-танк
Цар-танк (також відомий як Нетопир, Кажан, Танк Лебеденка, Машина Лебеденка, іноді також зустрічається варіант Мамонт або Мастодонт) — броньований пересувний бойовий пристрій, розроблений інженером Миколою Лебеденком в Росії в 1914—1915. У розробці також брали участь Микола Жуковський і його племінники, Борис Стєчкін і Олександр Мікулін. Строго кажучи, танком об'єкт не був, а був колісною бойовою машиною. Будова і випробування танка проводилися в 1915. За результатами випробувань був зроблений висновок про загальну непридатність танка до використання в умовах бою, що привело до закриття проєкту. Побудований екземпляр був згодом розібраний на металобрухт.

## Розробка проєкту
Проєкт машини відрізнявся великою оригінальністю і амбітністю. По спогадах самого Лебеденка, на ідею цієї машини його наштовхнули середньоазійські вози-гарби, які, завдяки колесам великого діаметра, з легкістю долають вибоїни і канави. Тому, на відміну від «класичних» танків, що використовують гусеничний рушій, Цар-танк був колісною бойовою машиною і по конструкції нагадував сильно збільшений гарматний лафет. Два величезних шпицевих передніх колеса мали діаметр приблизно 9 м, задній же коток був помітно менший, близько 1,5 м. Верхня нерухома кулеметна рубка була піднята над землею приблизно на 8 м. Т-подібний коробчатий корпус мав ширину 12 м, на крайніх точках корпусу були спроєктовані спонсони з кулеметами, по одному з кожного боку (передбачалася також можливість установки гармат). Під днищем планувалася установка додаткової кулеметної башти. Проєктна швидкість пересування машини складала 17 км/год.
Парадоксально, але при усій незвичності, амбітності, складності і величезних розмірах машини, Лебеденко зумів «пробити» свій проєкт. Машина отримала схвалення у ряді інстанцій, але остаточно справу вирішила аудієнція 8 січня (21 січня за новим стилем) 1915 у Миколи II, під час якої Лебеденко подарував імператору заводну дерев'яну модель своєї машини з двигуном на базі грамофонної пружини. По спогадах придворних, імператор і інженер півгодини «аки діти малі» повзали по підлозі, ганяючи модель по кімнаті. Іграшка жваво бігала по килиму, легко долаючи стопки з двох-трьох томів «Зведення законів Російської Імперії». Аудієнція закінчилася тим, що вражений машиною Микола II розпорядився відкрити фінансування проєкту. Було виділено 210 000 карбованців.

## Реалізація проєкту
Конструкторське бюро щодо Цар-танка працювало в Москві за адресою: Садово-Кудринська, буд. 23. Деталі танка виготовлялися на заводі в Хамовниках.
Роботи під імператорським патронажем йшли швидко — машина незабаром була виготовлена в металі і з кінця весни 1915 року потайно збиралася в лісі поблизу станції Орудьєво на північ від Дмитрова. 27 серпня (9 вересня) 1915 року були проведені перші ходові випробування. Застосування великих коліс припускало підвищену прохідність усього пристрою, що підтвердилося на випробуваннях — машина ламала берези, як сірники. Проте задній керований коток, в силу своїх малих розмірів і невірного розподілу ваги машини в цілому, майже відразу після початку випробувань зав'язнув у м'якому ґрунті. Великі колеса виявлялися нездатними витягнути його, навіть незважаючи на застосування щонайпотужнішої на ті часи рухової установки, що складалася з двох трофейних моторів «Майбах» по 240 к. с.  кожен (куди потужніший, ніж ті, що використалися на інших танках Першої світової війни), знятих з підбитого німецького дирижабля. Випробування також виявили значну уразливість машини — головним чином коліс — при артилерійському обстрілі, особливо фугасними снарядами. Усе це призвело до того, що вже у вересні проєкт був згорнутий в результаті негативного рішення Високої комісії, проте Стєчкиін і Жуковський все ж зайнялися розробкою нових двигунів для машини. Втім, ця спроба не увінчалася успіхом, так само як і спроби зрушити Цар-танк з місця і витягнути його з району випробувань.
Аж до 1917 року танк стояв під охороною на місці випробувань, але потім почалися політичні катаклізми, про машину забули і більше не згадували. Конструкторські роботи по ній більше не велися, а величезна сюрреалістична конструкція побудованої бойової машини ще 7 років іржавіла в лісі, на місці випробувань, поки в 1923 році танк не був розібраний на металобрухт.

## Оцінка проєкту

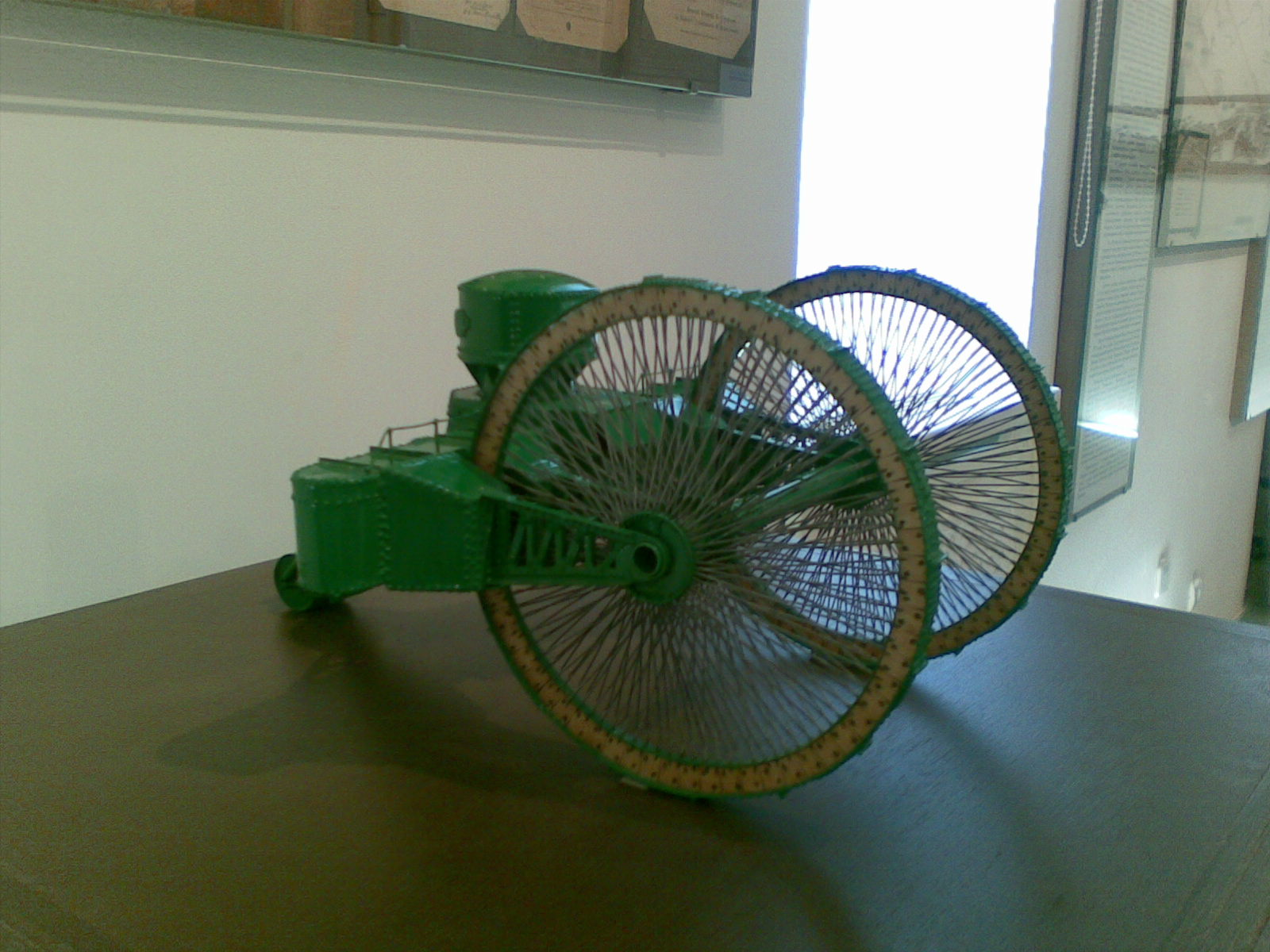
Модель цар-танка М. Лебеденка в Музеї-заповіднику «Дмитровський кремль»

Слід сказати, що доля танка Лебеденка в цілому схожа з долями будь-яких дослідних зразків, що розроблялися в час, коли ще не існувало не лише сталих канонів проєктування таких бойових машин, але і як такої їх концепції. Цим частково пояснюється парадоксальна на перший погляд ситуація, коли амбітний і технічно складний проєкт спочатку бачився дуже перспективним, отримав схвалення у високих інстанціях і навіть був реалізований, але постфактум виявився очевидно провальним.
Вже при перших випробуваннях в наявності стала неймовірна уразливість цієї машини — простий залп шрапнелі по спицях коліс гарантовано виводив танк із ладу. При цьому колосальні розміри танка і невисока швидкість пересування робили його ідеальною мішенню. Розміри ж зумовили невисоку прохідність машини. Відповідно, приховане перекидання таких колосів до фронту теж представлялося маловірогідним. Таким чином, єдиний успіх, на який могли розраховувати бойові машини Лебеденка, будь вони побудовані серійно — психологічний ефект. Поза сумнівом, переважній більшості простих солдатів тих років подібна машина могла хіба що приснитися в страхітливих снах. Правда, серійне виробництво машин Лебеденка теж представляється маловірогідним — все упиралося у відсутність потужних двигунів, та і країна, що нестримно скачувалася до кризи, навряд чи осилила б виробництво таких машин.
Довершує «розгром» проєкту той факт, що проєктування і будова Царь-танка не вчинили скільки-небудь істотного впливу на вітчизняне (а тим більше світове) танкобудування. Бойова машина Лебеденка так і залишилася ще одним тупиковим проєктом у розвитку світового танкобудування, яке в 1910-х йшло практично виключно методом проб і помилок.
Єдиним позитивним ефектом цього проєкту можна вважати досвід, набутий молодими тоді Микуліним і Стєчкіним. Коли з'ясувалося, що потужність двигунів апарату явно недостатня, вони розробили свій двигун АМБС-1, що мав дуже передові для того часу характеристики і технічні рішення (наприклад, безпосереднє уприскування палива у циліндри). Обидві стали пізніше видатними радянськими фахівцями з авіаційних двигунів, академіками АН СРСР.

## Цікаві факти
- Прізвисько «Кажан» або «Нетопир» танк отримав через те, що його модель при перенесенні за заднє колесо нагадувала кажана, сплячого вниз головою на стіні печери або гілці дерева.
- Дерев'яну модель танка, виготовлену Лебеденком для демонстрації імператорові, Микола II залишив собі. Подальша доля моделі невідома.
- Відносно долі проєкту Царь-танка існує також теорія змови. Згідно неї припускається, що свідомо провальний проєкт машини посилено лобіювався в Генеральному штабі високопосадовцями, які діяли в інтересах Великої Британії. Ці ж чини, відповідно до цієї версії, «поховали» проєкт «Всюдихода» Пороховщикова, креслення якого згодом потрапили в Англію і лягли в основу перших англійських танків. Загальна схожість форми корпусу Всюдиходів і танків Mk I свідчить на користь цієї гіпотези. Проте ця версія не має жодних документальних підтверджень.[2], до того ж схеми гусеничного рушія Mk I і «Всюдихода» дуже відрізняються одна від одної.
- Серед місцевого населення району, прилеглого до місця випробувань танка, ліс, в якому знаходився полігон і пізніше іржавів танк, дістав назву «Ліс Танка».
- Історію створення Царь-танка описано у художньо-історичному романі Олександра Бека «Талант (Життя Берєжкова)» (1956) як один з фрагментів біографії Олександра Олександровича Микуліна (псевдонім в романі — Олексій Берєжков).
- Зовнішній вигляд ракетного танка IG-227 Hailfire, представленого у фільмі Зоряні війни. Епізод II: Атака клонів, був натхненний цар-танком, проте він не мав заднього котка, а величезні колеса знаходилися під кутом одне до одного.

## Ресурси Інтернету
- Цар-танк у лісі Танка [Архівовано 1 січня 2010 у Wayback Machine.]
- Чудовисько російської душі
- Дігери про Цар-Танк [Архівовано 14 серпня 2016 у Wayback Machine.]
- info.htm Lebedenko (or Tsar) Tank[недоступне посилання з липня 2019](англ.)
- Цар-танк [Архівовано 10 листопада 2012 у Wayback Machine.]

### Відео
- 66/461/490.html Фільм «Цар-танк» з циклу «Искатели»[недоступне посилання з липня 2019]